# 竹安大知
竹安 大知（たけやす だいち、1994年9月27日 - ）は、静岡県伊東市出身の元プロ野球選手（投手）。右投右打。

## 経歴

### プロ入り前
埼玉県蓮田市で出生後に、静岡県伊東市へ転居。伊東市立富戸小学校の1年時に地元の少年野球チーム・富戸ジュニアで野球を始めると、中学生時代には伊東リトルシニアに所属した。
中学卒業後に二松學舍大学附属高等学校へ進学。鈴木誠也と同級生となり竹安も1年生ながらベンチ入りをしていたが、1年生の夏に地元にある静岡県立伊東商業高校に転校した。転校後は、3年生夏の選手権静岡大会で、NPBの複数球団のスカウトが視察するほどにまで成長したが、在学中は春夏ともに甲子園球場で開催の全国大会に出場できなかった。伊東商高で指導を受けた野球部監督は、増井浩俊の弟である増井裕哉であった。
高校卒業後は、熊本県・福岡県でスーパーマーケットを運営する鮮ど市場へ入社、同社の硬式野球部である社会人野球の熊本ゴールデンラークスへ入部し、本社で経理を担当した。1年目から公式戦で登板すると、2年目の夏には、Honda熊本の補強選手として都市対抗野球大会に出場した。「ゴールドジム新市街熊本」の運営と管理を委託された10月からは、同ジムのトレーナーとしてオフシーズンにトレーニングの指導やカウンセリングを任されていた。しかし、冬に右肘内側側副靱帯を傷め、12月にトミー・ジョン手術を受け、翌年9月の社会人野球日本選手権九州予選で実戦に復帰した。
2015年10月22日に行われたドラフト会議では、阪神タイガースから3位指名を受け、契約金5000万円、年俸840万円（金額は推定）という条件で入団した。背番号は42で、担当スカウトは田中秀太。

### 阪神時代

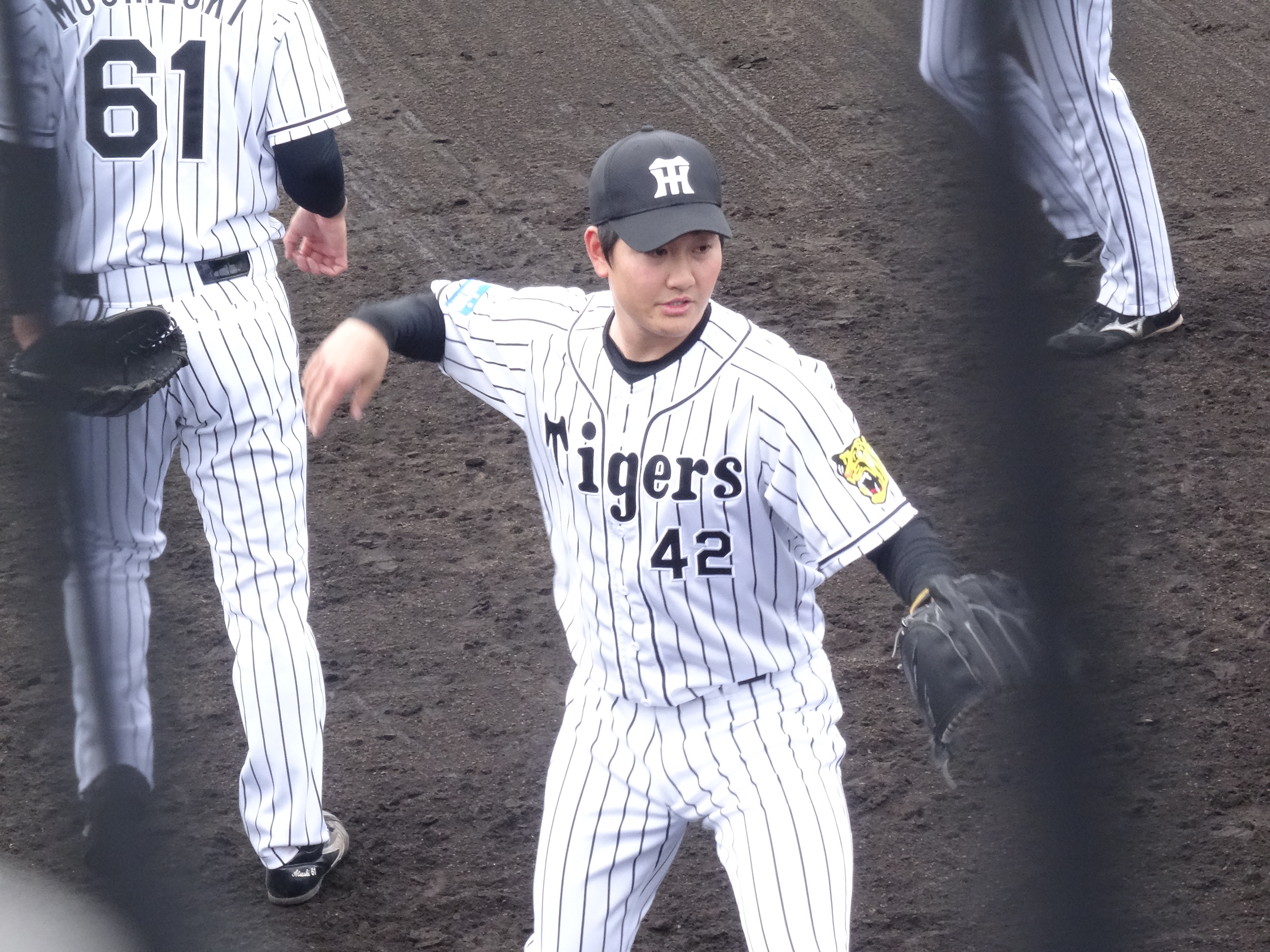
阪神タイガース時代 2016年3月20日 阪神鳴尾浜球場

2016年はシーズン終盤の一軍デビューを目標に前述の手術に伴うリハビリやトレーニングを優先して取り組んだが一軍登板は無かった。ウエスタン・リーグでも6試合の登板で0勝2敗・防御率10.57と振るわず、同期入団の新人選手でただ1人一軍昇格の機会がなくルーキーイヤーを終えた。
2017年も開幕から二軍暮らしが続いていたが、7月はウエスタン・リーグ公式戦3試合の登板で防御率0.56と好成績を残し、阪神球団が制定するファーム月間最優秀選手賞を受賞した。以降も好調を維持すると10月5日に初めて一軍昇格を果たし、同日の中日ドラゴンズ戦、同点の7回表に2番手としてプロ初登板。1イニングを三者凡退を抑えるとその裏の攻撃でチームが勝ち越し、わずか9球でプロ初勝利を挙げた。阪神の投手による一軍公式戦初登板初勝利は青柳晃洋が2016年に先発登板で記録して以来であった。この年の一軍登板は1試合に留まったが、二軍では主に先発で20試合に登板し、5勝4敗・防御率2.76を記録した。シーズン終了後、台湾で開かれた2017アジアウインターベースボールリーグにNPBウエスタン選抜の一員として参加し、契約更改では現状維持の推定年俸840万円でサインをした。
2018年は10月8日に一軍へ昇格し、1試合にリリーフ登板した後、シーズン最終戦となった10月13日の中日戦でプロ初先発。5回2失点の内容で勝敗はつかなかった。この年は一軍で2試合（1先発）に登板し、防御率2.25を記録した。

### オリックス時代
2018年12月20日に、オリックス・バファローズの西勇輝が国内FA権の行使によって阪神へ移籍したことに伴う人的補償措置により、オリックスへ移籍することが発表された。背番号は西が着用していた21。
2019年は3月上旬に右肩の故障で出遅れたものの、二軍戦8試合の登板で防御率2.32と結果を残し、6月12日の中日戦で移籍後初登板初先発。5回0/3を投げて2失点の内容で勝敗はつかなかったが、同24日の東京ヤクルトスワローズ戦では7回2失点と好投し移籍後初勝利を挙げた。8月17日の千葉ロッテマリーンズ戦では9回を投げて相手打線をわずか2安打、二塁も踏ませない完璧な投球でプロ初完投・初完封を記録。NPBにおいて「FA権行使による移籍への補償対象になった投手」が「補償措置による移籍先の球団」で「一軍公式戦での初完封勝利」を記録した事例は2002年にユウキ（大阪近鉄バファローズ→オリックス・ブルーウェーブ）が達成して以来2人目であった。移籍後1年目は一軍で10試合に先発登板し、3勝2敗・防御率4.50という成績を残した。シーズン終了後の11月28日に自身2度目の右肘手術（右肘尺骨神経前方移行術）を受け、契約更改では阪神時代の前年から倍増となる推定年俸1800万円でサインをした。
2020年は前年に受けた手術のリハビリで出遅れるも二軍戦6試合の登板で防御率0.96と結果を残し、9月10日の埼玉西武ライオンズ戦でシーズン初登板初先発。5回を2失点（自責点0）に抑えシーズン初勝利を挙げたものの、翌日に登録抹消されると、その後新型コロナウイルスに感染してしまい、11月4日の東北楽天ゴールデンイーグルス戦で一軍復帰を果たしたがこの年は2試合の先発登板に留まった。オフに200万円減の推定年俸1600万円で契約を更改した。
2021年は中継ぎとして開幕一軍入りを果たし、基本の役割はロングリリーフであったが、先発ローテーションにアクシデントが起こった際には先発も務めた。6月21日の楽天戦で先発登板したのを最後に同24日に登録を抹消され、その後は長らく二軍調整が続いたが、増井浩俊や本田仁海が振るわず、途中加入のスパークマンとバルガスも機能せず、9月に入りチームが先発ローテーションに苦悩するとシーズン終盤は一軍で先発陣の一角を担った。先発としては10月3日の福岡ソフトバンクホークス戦で挙げた1勝のみに留まったが、この年は17試合（8先発）の登板で3勝2敗・防御率4.44を記録し、オフに400万円増となる推定年俸2000万円で契約を更改した。
2022年は開幕を二軍で迎え、5月8日の楽天戦でシーズン初登板初先発となり、4回1失点（自責点0）に抑えたが、翌9日に出場選手登録を抹消されると、5月13日には無症状ながら新型コロナウイルス陽性判定を受けた。その後はローテーションの谷間で存在感を見せ、レギュラーシーズンでは6試合に先発登板し、2勝0敗・防御率3.81を記録。ポストシーズンでは、ヤクルトとの日本シリーズ第3戦にリリーフ登板したが、「本当にずっと苦しいシーズンだった。状態の良い時が全くなかった」とコンディションに苦しんだシーズンであり、オフの11月14日に右肘のクリーニング手術を受けた。同18日に契約更改を行い、100万円増となる推定年俸2100万円でサインした。
2023年は、2月19日に術後初のブルペン入りを果たせるほどに回復していたが、この年も開幕を二軍で迎えた。5月20日、この日の日本ハム戦に先発登板が予定されていた山本由伸が発熱により登板を急遽回避したため、特例2023により一軍に昇格した。山本の代役としてこの試合に先発登板したが、初回から3四死球を与える不安定な立ち上がりで、2回途中、計28球目を投じたところで右肘違和感を訴えて緊急降板した。二軍でリハビリとトレーニングを積み、シーズン合計で二軍戦5試合の登板で2勝0敗、防御率0.00の成績を残し、チームが優勝を決めた後のシーズン最終盤である10月6日のロッテ戦で一軍に復帰して先発登板した。しかし、4回途中、被安打11、4失点と振るわず、チームとしてもこの年最多の被安打21、12失点を喫する試合となった。この登板内容からクライマックスシリーズのメンバーは入りできず、10月28日には球団から戦力外通告を受け、現役引退の意向であることも報じられた。その後、11月6日には自身のSNSにその旨を綴った直筆のメッセージを投稿した。

### 現役引退後
引退後の2024年、かつて所属した熊本ゴールデンラークスのコーチに就任。同チームは2020年限りで一度休部となっていたが2024年から復活が決まっていた。
2025年5月、オンラインで選手の競技人生をサポートする育成サービス「GrowthPath」を立ち上げたことを発表。「この事業を通して、今まで私がたくさんの方にしていただいたことを、今度は自分が一人でも多くの人に還元し、スポーツ界にほんの少しでも貢献できたらと強く願っています。」と自身のInstagramアカウントにてコメントした。

## 選手としての特徴
武器は伸びのあるストレートで社会人時代は最速147km/h、プロ入り後は最速152km/hを計測している。変化球はスライダー、カーブ、フォーク、ツーシームを操る。
岩隈久志の投球スタイルや投球フォームを参考にしており、阪神への入団後は大阪近鉄の投手コーチ時代に岩隈を指導した二軍投手コーチ（当時）の久保康生を通じて、岩隈本人からアドバイスを求めていた。

## 人物
阪神からの指名挨拶を受けた直後には、「自分の活躍で、熊本ゴールデンラークスを全国の人に知ってもらいたい。鮮ど市場では一時期CMを放送していたので、CMの制作を再開した際には出身選手として出演できれば良い」という抱負を述べた。
阪神時代の背番号「42」は、担当スカウトである田中秀太の現役時代に当時チームメイトの下柳剛が付けていた番号であった。竹安は、阪神への入団記者会見で背番号についての質問を受けた際に、「担当の秀太スカウトから『グラブは投げるもんじゃない、大切にしろよ』と言われた教えをしっかり守りたい」と回答。2007年10月1日の対横浜ベイスターズ戦（横浜スタジアム）に先発で登板した下柳が、遊撃を守っていた秀太の失策に対する怒りからグラブをマウンドに叩き付けたエピソードにちなんだコメントで、報道陣の爆笑を誘った。
プロ入り前も含め、現役時代は3度の右肘手術を経験し、計68針を縫った。プロ入り前の成人式の時も術後の入院中で、また、プロの期間の半分以上はリハビリ生活だったと振り返っている。

## 詳細情報

### 年度別投手成績
| 年 度     | 球 団      | 登 板 | 先 発 | 完 投 | 完 封 | 無 四 球 | 勝 利 | 敗 戦 | セ 丨 ブ | ホ 丨 ル ド | 勝 率 | 打 者 | 投 球 回 | 被 安 打 | 被 本 塁 打 | 与 四 球 | 敬 遠 | 与 死 球 | 奪 三 振 | 暴 投 | ボ 丨 ク | 失 点 | 自 責 点 | 防 御 率 | W H I P |
| --------- | ---------- | ----- | ----- | ----- | ----- | -------- | ----- | ----- | -------- | ----------- | ----- | ----- | -------- | -------- | ----------- | -------- | ----- | -------- | -------- | ----- | -------- | ----- | -------- | -------- | ------- |
| 2017      | 阪神       | 1     | 0     | 0     | 0     | 0        | 1     | 0     | 0        | 0           | 1.000 | 3     | 1.0      | 0        | 0           | 0        | 0     | 0        | 1        | 0     | 0        | 0     | 0        | 0.00     | 0.00    |
| 2018      | 阪神       | 2     | 1     | 0     | 0     | 0        | 0     | 0     | 0        | 0           | ----  | 27    | 8.0      | 5        | 0           | 1        | 0     | 0        | 2        | 0     | 0        | 2     | 2        | 2.25     | 0.75    |
| 2019      | オリックス | 10    | 10    | 1     | 1     | 0        | 3     | 2     | 0        | 0           | .600  | 234   | 54.0     | 63       | 5           | 17       | 0     | 5        | 37       | 1     | 0        | 28    | 27       | 4.50     | 1.48    |
| 2020      | オリックス | 2     | 2     | 0     | 0     | 0        | 1     | 0     | 0        | 0           | 1.000 | 40    | 9.0      | 8        | 0           | 5        | 0     | 1        | 3        | 0     | 0        | 5     | 3        | 3.00     | 1.44    |
| 2021      | オリックス | 17    | 8     | 0     | 0     | 0        | 3     | 2     | 0        | 0           | .600  | 207   | 48.2     | 48       | 4           | 19       | 0     | 1        | 26       | 0     | 0        | 26    | 24       | 4.44     | 1.38    |
| 2022      | オリックス | 6     | 6     | 0     | 0     | 0        | 2     | 0     | 0        | 0           | 1.000 | 111   | 26.0     | 27       | 1           | 10       | 0     | 0        | 20       | 2     | 0        | 13    | 11       | 3.81     | 1.42    |
| 2023      | オリックス | 2     | 2     | 0     | 0     | 0        | 0     | 2     | 0        | 0           | .000  | 26    | 4.1      | 12       | 0           | 3        | 0     | 1        | 1        | 0     | 0        | 5     | 5        | 10.38    | 3.46    |
| 通算：7年 | 通算：7年  | 40    | 29    | 1     | 1     | 0        | 10    | 6     | 0        | 0           | .625  | 648   | 151.0    | 163      | 10          | 55       | 0     | 8        | 90       | 3     | 0        | 79    | 72       | 4.29     | 1.44    |

### 年度別守備成績
| 年 度 | 球 団      | 投手  | 投手  | 投手  | 投手  | 投手  | 投手     |
| 年 度 | 球 団      | 試 合 | 刺 殺 | 補 殺 | 失 策 | 併 殺 | 守 備 率 |
| ----- | ---------- | ----- | ----- | ----- | ----- | ----- | -------- |
| 2017  | 阪神       | 1     | 0     | 0     | 0     | 0     | ----     |
| 2018  | 阪神       | 2     | 0     | 1     | 0     | 0     | 1.000    |
| 2019  | オリックス | 10    | 0     | 3     | 0     | 0     | 1.000    |
| 2020  | オリックス | 2     | 0     | 0     | 0     | 0     | ----     |
| 2021  | オリックス | 17    | 1     | 5     | 0     | 1     | 1.000    |
| 2022  | オリックス | 6     | 1     | 5     | 0     | 1     | 1.000    |
| 2023  | オリックス | 2     | 1     | 0     | 0     | 1     | 1.000    |
| 通算  | 通算       | 40    | 3     | 14    | 0     | 3     | 1.000    |

### 記録
初記録
投手記録
- 初登板・初勝利：2017年10月5日、対中日ドラゴンズ24回戦（阪神甲子園球場）、7回表に2番手で救援登板、1回無失点
- 初奪三振：同上、7回表に亀澤恭平から空振り三振
- 初先発登板：2018年10月13日、対中日ドラゴンズ25回戦（ナゴヤドーム）、5回2失点で勝敗つかず
- 初先発勝利：2019年6月24日、対東京ヤクルトスワローズ3回戦（明治神宮野球場）、7回0/3を2失点
- 初完投勝利・初完封勝利：2019年8月17日、対千葉ロッテマリーンズ17回戦（京セラドーム大阪）、9回2安打4四球無失点

打撃記録
- 初打席：2018年10月13日、対中日ドラゴンズ25回戦（ナゴヤドーム）、2回表に柳裕也から二ゴロ

### 背番号
- 42（2016年[11] - 2018年）
- 21（2019年[24] - 2023年）